# 簡王 (楚)
簡王（かんおう）は、中国の春秋時代の楚の王。姓は羋、氏は熊。諱は中。

## 生涯
楚の恵王の子として生まれた。恵王57年（紀元前432年）、恵王が薨去し、簡王が楚王として即位した。簡王元年（紀元前431年）、北伐して莒を滅ぼした。簡王7年（紀元前425年）、宋の悼公が楚に来朝し、宋の司城［立皮］が公室を弱体化させていると報告した。簡王は莫敖の昜為に軍を率いて赴かせ、宋の公室を平定し、黄池や雍丘に築城するよう命じた。晋の魏斯・趙浣・韓啓章が軍を率いて黄池を包囲したため、昜為の兵を楚に帰国させた。
簡王9年（紀元前423年）、簡王は昜為に軍を率いて晋に侵攻するよう命じた。楚軍は宜陽を奪い、赤岸を包囲して、黄池の役に報復した。晋の魏斯・趙浣・韓啓章が軍を率いて赤岸を救援したので、楚軍は包囲を解いて撤退した。晋軍と長城で戦って楚軍は敗れ、多くの物資を遺棄して逃走した。簡王14年（紀元前418年）、南方で大土木工事を興したことで、楚の国人に憎まれ、焦工尹の子期が死んだ。簡王15年（紀元前417年）、令尹の子春が死去。簡王は城父公屈恒に郢の徙を率いさせて、陳から郢にやってこさせた。城父公屈恒が死去。司馬の昭叚が陽翟に城を築かせた。簡王16年（紀元前416年）、昭甲が罪を得て滅んだ。簡王19年（紀元前413年）、楚軍が晋を攻撃して上洛に達した。
簡王24年（紀元前408年）、簡王が薨去し、子の声王が楚王に即位した。